# Cantó de Livry-Gargan
El cantó de Livry-Gargan és un cantó francès del departament de Sena Saint-Denis, situat al districte de Le Raincy. Des del 2015 compta amb dos municipis.

## Municipis
- Clichy-sous-Bois
- Livry-Gargan

## Història
| Data d'elecció                           | Identitat             | Partit           | Qualitat |
| ---------------------------------------- | --------------------- | ---------------- | -------- |
| 1964-1994                                | Alfred-Marcel Vincent | SFIO, després PS |          |
| 1994-2012                                | Pascal Popelin        | PS               |          |
| 2012-                                    | Danièle Marini        | PS               |          |
| les dades anteriors no són pas conegudes |                       |                  |          |
|                                          |                       |                  |          |

## Demografia
| A partir de 1990: Població sense dobles comptes |